# Ватуля, Алексей Михайлович
Алексей Михайлович Ватуля (укр. Олексій Михайлович Ватуля ; 2 (14) августа 1891, хут. Новониколаевка (ныне Трубайцы, Хорольского района, Полтавской области, Украины) — 20 мая 1955, Киев) — украинский советский актёр театра и кино. Народный артист Украинской ССР (1940).

## Биография

Памятник на могиле А. М. Ватули на Байковом кладбище

В 1913—1916 году обучался в Киевской музыкально-драматической школе им. Н. В. Лысенко.
Не окончив школы, в 1916 году поступил в киевский «Молодой театр», где дебютировал в роли Креона («Царь Эдип» Софокла).
В 1920—1955 годах — актёр Киевского украинского драматического театра им. И. Франко, одним из основоположников которого он был.
Во время Великой Отечественной войны выступал с чтением произведений Т. Шевченко. Член ВКП(б) с 1945 года.
Жил в Киеве в доме писателей Ролит. Похоронен на Байковом кладбище.

## Творчество

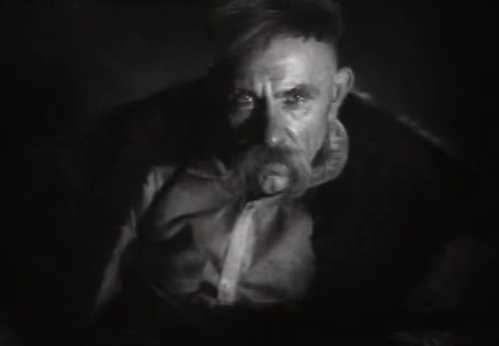
А. Ватуля в роли Мазепы в фильме"Петр Первый" (1937—1938)

Образы, созданные А. М. Ватулей на театральной сцене, отмечены сочностью сценических характеристик. Развивая реалистические традиции национального украинского искусства. А. М. Ватуля сочетал в своём творчестве напряжённый драматизм с романтической приподнятостью. Роли романтического характера играл преимущественно в первый период творчества. Создавал и остросатирические образы.

### Избранные театральные работы
- Эдип — «Царь Эдип» Софокла, (1921),
- Михаил — «Суета» Карпенко-Карого (1923),
- Уриэль Акоста — «Уриэль Акоста» К. Гуцкова (1921),
- Крижень — «Кадры» И. Микитенко (1932),
- Гайдай, Берест, Кривонос, Горлов — «Гибель эскадры» (1933), «Платон Кречет» (1934), «Богдан Хмельницкий» (1939), «Фронт» (1942), А. Корнейчука,
- Яков — «Последние» М. Горького (1937),
- Прибытков — «Последняя жертва» А. Островского (1939),
- Стессель «Порт-Артур» А. Степанова и Попова (1953) и др.

## Роли в кино
- 1927 — Кира-Киралина — Ставро, муж Киры
- 1938 — Пётр Первый — Мазепа
- 1945 — Непокорённые — Игнат Несогласный
- 1945 — Украинские мелодии (фильм-спектакль) — Кривонос

## Награды
- Орден Трудового Красного Знамени
- Орден «Знак Почёта»
- Народный артист Украинской ССР (1940)